# Frida Blumenberg
Frida Blumenberg (Durban, 24 de mayo de 1935) es una artista visual y escultora sudafricana, que trabaja principalmente en neón, metacrilato y bronce.

## Datos biográficos
Nacida en Durban, Sudáfrica de padres suecos , recibió formación como escultora, pintora y    orfebre en Londres, donde realizó varias exposiciones individuales en el Institute of Contemporary Art. En 1960 cuando contaba 25 años, concluyó un mosaico mural para la Terminal Marítima de Durban que en ese momento fue el mosaico mural más grande del hemisferio sur. En 1965, fue una de los seis artistas joyeros que representaron a Gran Bretaña en la Muestra Especial del Gobierno Bávaro en Múnich, Alemania en la exposición titulada "Jewelry as Sculpture - Joyería como escultura".  Su trabajo ha sido expuesto en museos y galerías en Inglaterra , Canadá, Irlanda, Alemania, los Países Bajos, Sudáfrica, y en América en el Instituto de Arte Contemporáneo de Boston), el National Museum of Women in the Arts (Washington D. C.), el Denver Art Museum, el Dallas Museum of Art, y el Houston Museum of Art, entre otros. En exposiciones colectivas, su obra ha sido expuesta junto a piezas de Picasso, Alexander Calder y Louise Nevelson. Sus trabajos se hallan también dispersos en varias colecciones corporativas como la de Shell, Alcon/Nestlé, Canadian Pacific Railways, y Texas American Banks. Está incluida en el grupo de artistas pioneros en el uso del neón y el metraquilato a nivel internacional y combina una sensibilidad postmoderna de objetos del arte industrial , como el neón, con un sensibilidad de diseño y artisticidad.